# Ifjú Proletár (folyóirat, 1921)
Ifjú Proletár – az Erdélyi és Bánáti Ifjúmunkás Szövetség magyar nyelvű sajtója. Egyetlen száma Kolozsvárt jelent meg 1921. március 20-án. A kiadásért indított gyűjtés során egynapi fizetésüket felajánló ifjúmunkások közt találjuk az alig 18 éves Nagy Istvánt is. A lap Mi már nem leszünk elnyomott proletárok c. vezércikke a fiatal munkások művelődéséért állt ki, beszámolt az inasok és segédek munkahelyi sérelmeiről, s Románia összmunkásságához címmel felhívást közölt. Külön rovatban magyarázta a szövegekben előforduló idegen szavakat, mint amilyen a parazita, ideális, kapitalista, agrár, agitáció, probléma, burzsoá, proletár, radikális, reform, demagógia, fizika, kooperáció és sok más kifejezés. A lapot betiltották.